# Lilla Gymmeln
Lilla Gymmeln är en sjö i Södertälje kommun i Södermanland och ingår i Tyresån-Trosaåns kustområde. Sjön är 9,2 meter djup, har en yta på 0,0037 kvadratkilometer och är belägen 42 meter över havet.